# Gordon Astall
Gordon Astall (Horwich, 22 settembre 1927 – 21 ottobre 2020) è stato un calciatore inglese, di ruolo attaccante.

## Palmarès

### Club

#### Competizioni nazionali
- Third Division South: 1

Plymouth: 1951-1952
- Second Division: 1

Birmingham City: 1954-1955